# Fuzhou (Jiangxi)
Pour les articles homonymes, voir Fuzhou (homonymie).
Fuzhou (chinois : 抚州市 ; pinyin : Fǔzhōu shì) est une ville-préfecture de la province du Jiangxi en Chine.
Située au sud de la capitale provinciale de Nanchang, sa superficie totale est de 18 800 km2. Sa population est de 3 700 000 personnes. Fuzhou (en particulier Linchuan) est la ville natale de plusieurs personnalités historiques importantes : Wang Anshi, le célèbre premier ministre réformateur de la dynastie Song, Zeng Gong, un érudit et historien influent de cette dynastie, et Tang Xianzu, un grand dramaturge de la dynastie Ming.

## Subdivisions administratives
La ville-préfecture de Fuzhou exerce sa juridiction sur onze subdivisions - un district et dix xian :
- le district de Linchuan - 临川区 Línchuān Qū ;
- le xian de Nancheng - 南城县 Nánchéng Xiàn ;
- le xian de Lichuan - 黎川县 Líchuān Xiàn ;
- le xian de Nanfeng - 南丰县 Nánfēng Xiàn ;
- le xian de Chongren - 崇仁县 Chóngrén Xiàn ;
- le xian de Le'an - 乐安县 Lè'ān Xiàn ;
- le xian de Yihuang - 宜黄县 Yíhuáng Xiàn ;
- le xian de Jinxi - 金溪县 Jīnxī Xiàn ;
- le xian de Zixi - 资溪县 Zīxī Xiàn ;
- le xian de Dongxiang - 东乡县 Dōngxiāng Xiàn ;
- le xian de Guangchang - 广昌县 Guǎngchāng Xiàn.

## Transports
La gare de Fuzhou est une gare TGV.